# 아르멘 나자랸
아르멘 류드비고프 나자랸(불가리아어: Армен Людвигов Назарян, 아르메니아어: Արմեն Լյուդվիգի Նազարյան 아르멘 류드비기 나자리얀, 1974년 3월 9일~)은 아르메니아 태생 불가리아의 레슬링 선수, 지도자이다. 올림픽에서 2회, 세계 선수권 대회 3회, 유럽 선수권 대회 6회 우승을 달성했다. 아르메니아 국가대표 선수로서 1996년 하계 올림픽에 출전하여 플라이급 금메달을 획득했으며, 1997년에 불가리아로 귀화하였다. 이후 불가리아 국가대표 선수로서 올림픽에 3회 참가하여 2000년 하계 올림픽에서 밴텀급 금메달, 2004년 하계 올림픽에서 밴텀급 은메달을 획득했다. 이후 2008년 하계 올림픽에서 6위에 오른 후 현역에서 은퇴했으며, 레슬링 지도자로 활동하면서 불가리아 국가대표 감독을 맡았다.